# Chytonix melanoleuca
Chytonix melanoleuca là một loài bướm đêm trong họ Noctuidae.